# St. Martin (Minnesota)
St. Martin es una ciudad ubicada en el condado de Stearns en el estado estadounidense de Minnesota. En el Censo de 2010 tenía una población de 308 habitantes y una densidad poblacional de 138,12 personas por km².

## Geografía
St. Martin se encuentra ubicada en las coordenadas 45°30′10″N 94°40′3″O / 45.50278, -94.66750. Según la Oficina del Censo de los Estados Unidos, St. Martin tiene una superficie total de 2.23 km², de la cual 2.23 km² corresponden a tierra firme y (0%) 0 km² es agua.

## Demografía
Según el censo de 2010, había 308 personas residiendo en St. Martin. La densidad de población era de 138,12 hab./km². De los 308 habitantes, St. Martin estaba compuesto por el 98.05% blancos, el 0% eran afroamericanos, el 0% eran amerindios, el 0% eran asiáticos, el 0% eran isleños del Pacífico, el 1.95% eran de otras razas y el 0% pertenecían a dos o más razas. Del total de la población el 3.25% eran hispanos o latinos de cualquier raza.